# Anthony Higgins (Schauspieler)
Anthony Higgins (* 9. Mai 1947 in Northampton, Großbritannien) ist ein britischer Schauspieler.

## Leben und Karriere
Higgins ist der Sohn einer Emigrantenfamilie aus dem Süden von Irland, die vor dem Zweiten Weltkrieg nach England kam. Er begann bereits in der Schule, Theater zu spielen und absolvierte eine Schauspielschule in Birmingham. Erste Erfolge kamen mit den Filmen Eine Reise mit der Liebe und dem Tod (1969), Wie schmeckt das Blut von Dracula? (1970) und Vampire Circus (1972). In allen früheren Filmen spielte er unter dem Pseudonym Anthony Corlan.
Higgins hatte mit seiner Mitwirkung in Castigata – Die Gezüchtigte (1974) und in anderen Filmen Gelegenheit, dramatisches Potenzial zu zeigen; nach einer längeren Zeit von Fernseharbeiten bei der Royal Shakespeare Company und auf diversen Bühnen wurde er von Hollywood für eine Nebenrolle als deutscher Offizier Major Gobler im Indiana-Jones-Film Jäger des verlorenen Schatzes (1981) verpflichtet. Im Jahr 1982 verkörperte er unter Regie von Peter Greenaway die Hauptrolle eines Barocksmalers in dessen Autorenfilm Der Kontrakt des Zeichners, was zu weiteren Angeboten aus dem „Arthouse-Kino“ führte. Zu Mitte der 1980er Jahre spielte Higgins in einigen überdurchschnittlichen Filmen sowie erfolgreichen Miniserien (z. B. Blutsbande (Lace), 1984–1985).
Allgemein wurde Higgins mit seiner Erfahrung aus klassischen Theaterrollen oft für Historienstoffe oder Literaturverfilmungen gebucht, oft auch für die Darstellung von Figuren der Oberschicht. Er spielte in seiner Karriere sowohl Sherlock Holmes als auch Professor Moriarty; 1991 wirkte er in der Miniserie Die Strauß-Dynastie als Johann Strauss (Vater) mit. Im Verlaufe der Jahre verlegte er sich zusehends auf Charakter- und Nebenrollen, auch trat er nunmehr wieder hauptsächlich in Fernsehproduktionen auf. Er hatte Rollen in einigen britischen Fernsehkrimis wie Lewis – Der Oxford Krimi, Inspektor Lynley und Agatha Christie’s Marple. In dem am Jahreswechsel 2010/2011 erstausgestrahlten Rosamunde-Pilcher-Vierteiler Vier Frauen hatte Higgins eine größere Rolle.
Insgesamt umfasst sein filmisches Schaffen zwischen 1968 und 2016 mehr als 75 Film- und Fernsehproduktionen (Stand: November 2024).

## Filmografie (Auswahl)
- 1968: Detektive (Detective, Fernsehserie, Folge 2x13)
- 1969: Eine Reise mit der Liebe und dem Tod (A Walk with Love and Death)
- 1970: Wie schmeckt das Blut von Dracula? (Taste the Blood of Dracula)
- 1970: Something for Everyone
- 1970: Roads to Freedom (Miniserie, 7 Folgen)
- 1972: Jason King (Fernsehserie, Folge 1x21)
- 1972: Circus der Vampire (Vampire Circus)
- 1974: Castigata – Die Gezüchtigte (Flavia, la monaca musulmana)
- 1976: Reise der Verdammten (Voyage of the Damned)
- 1977: The Eagle of the Ninth (Miniserie, 6 Folgen)
- 1981: Quartett (Quartet)
- 1981: Jäger des verlorenen Schatzes (Raiders of the Lost Ark)
- 1982: Der Kontrakt des Zeichners (The Draughtsman’s Contract)
- 1983: Die unglaublichen Geschichten von Roald Dahl (Tales of the Unexpected, Fernsehserie, Folge 6x08)
- 1983: Reilly, Spion der Spione (Reilly, Ace of Spies, Miniserie, 3 Folgen)
- 1984: Blutsbande (Lace, Miniserie, 2 Folgen)
- 1984: Cold Room – Kalter Hauch der Vergangenheit (The Cold Room, Fernsehfilm)
- 1985: Die Braut (The Bride)
- 1985: Das Geheimnis des verborgenen Tempels (Young Sherlock Holmes)
- 1986: Max mon amour
- 1987: Napoleon und Josephine (Napoleon and Josephine: A Love Story, Miniserie, 3 Folgen)
- 1991: Allein gegen den Wind (One Against the Wind, Fernsehfilm)
- 1991: Die Strauß-Dynastie (Strauss Dynasty, Miniserie, 8 Folgen)
- 1993: Die Rückkehr des Sherlock Holmes (1994 Baker Street: Sherlock Holmes Returns, Fernsehfilm)
- 1993: Ein Concierge zum Verlieben (For Love or Money)
- 1994: Nostradamus
- 1995–1996: Die Bibel – Moses (Moses, Miniserie, 2 Folgen)
- 1996: Alive & Kicking – Jetzt erst recht! (Indian Summer)
- 1997: Bastard – Willkommen im Paradies (Bandyta)
- 1999: Der Preis des Verbrechens (Trial & Retribution, Fernsehserie, 2 Folgen)
- 2000: Deeply
- 2004: Inspector Lynley (The Inspector Lynley Mysteries, Fernsehserie, Folge 3x02)
- 2005: Chromophobia
- 2009: Lewis – Der Oxford Krimi (Lewis, Fernsehserie, Folge 3x04 Ein letzter Blues)
- 2009: Law & Order: UK (Fernsehserie, Folge 1x05)
- 2009: Malice in Wonderland
- 2010: Agatha Christie’s Marple (Fernsehserie, Folge 5x02)
- 2010–2011: Rosamunde Pilcher: Vier Frauen (This September, Miniserie, 4 Folgen)
- 2011: Aurelio Zen (Zen, Miniserie, 3 Folgen)
- 2012: Bel Ami
- 2013: Der Fluch des Edgar Hoover (La malédiction d'Edgar, Fernsehfilm)
- 2014: United Passions
- 2016: Tutankhamun (Miniserie, Folge 1x01)